# Dan Starkey
Dan Starkey – brytyjski aktor filmowy, telewizyjny i teatralny.
Studiował w Trinity Hall na Uniwersytecie Cambridge .
Dan Starkey najbardziej jest znany z roli Straxa, a także innych ról w brytyjskim serialu science-fiction Doktor Who. W 2013 roku z okazji 50-lecia istnienia serialu Doktor Who, wystąpił w specjalnym programie pod tytułem The Five(ish) Doctors Reboot.

## Filmografia
Źródło:.

### Filmy
| Rok  | Nazwa                        | Rola     | Uwagi                |
| ---- | ---------------------------- | -------- | -------------------- |
| 2004 | Fix                          | włóczęga | film krótkometrażowy |
| 2013 | The Five(ish) Doctors Reboot | on sam   | film telewizyjny     |
| 2015 | Alex the Vampire             | Dan      |                      |

### Seriale
| Rok         | Nazwa                                          | Rola                    | Uwagi                                                                          |
| ----------- | ---------------------------------------------- | ----------------------- | ------------------------------------------------------------------------------ |
| od 2008     | Doktor Who (Doctor Who)                        | różne role, m.in. Strax | 10 odcinków                                                                    |
| 2011        | Przygody Sary Jane (The Sarah Jane Adventures) | Plark                   | odc. „Człowiek, którego nie było” (ang. „The Man Who Never Was”; dwuczęściowy) |
| 2012        | Na sygnale (Casualty)                          | Wally St Clare          | odc. „Sixteen Candles”                                                         |
| 2012 – 2014 | Czarodzieje kontra Obcy (Wizards vs Aliens)    | Randal Moon             | 27 odcinków                                                                    |